# Emil Zürcher

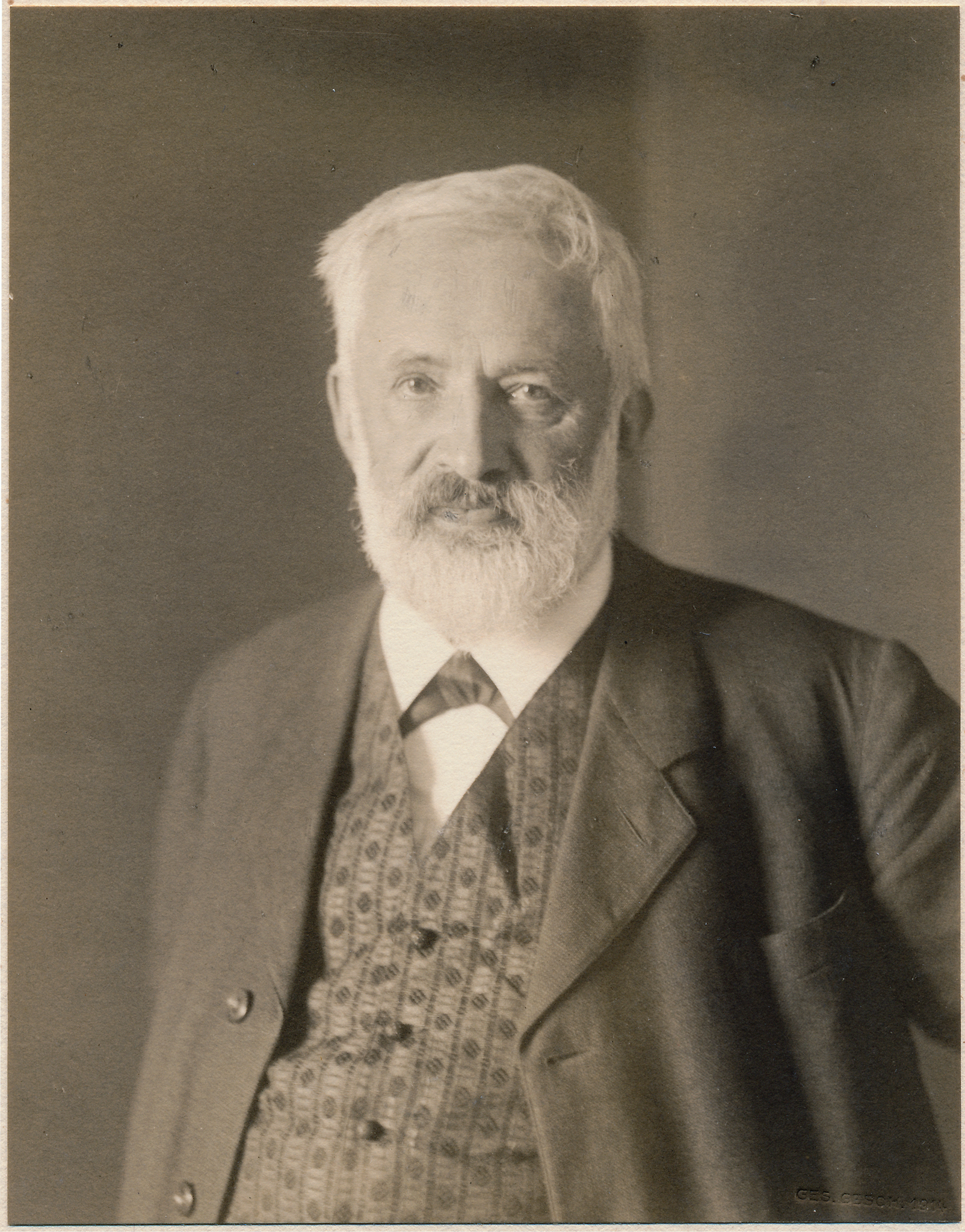
Emil Zürcher (1914)

Emil Johann Jakob Zürcher (* 11. Juni 1850 in Wildberg ZH; † 3. Oktober 1926 in Zürich; heimatberechtigt in Grub AR) war ein Schweizer Jurist und Politiker der Demokratischen Partei. Er gilt als „Pionier der Kriminologie“.

## Leben
Emil Zürcher, Sohn des Pfarrers Johann Jakob Zürcher und der Dorothea Amalia Zürcher (geb. Benz), studierte Rechtswissenschaften in Zürich und Berlin; seine Promotion erfolgte 1872 in Zürich mit der Arbeit Die Actio Paulliana nach gemeinem Recht und den neueren Codificationen. Nach Tätigkeiten als Substitut des Zürcher Staatsanwalts und Obergerichtsschreiber in Trogen AR betrieb er von 1876 bis 1881 gemeinsam mit dem späteren Bundespräsidenten Ludwig Forrer eine Advokatur in Winterthur. Anschließend war er bis 1890 Mitglied des Obergerichts des Kantons Zürich, ab 1885 als Präsident des Geschworenengerichts. Er verfasste das Zürcher Strafgesetzbuch von 1886 und war seit 1890 Kassationsrichter. Im selben Jahr wurde er zum Ordinarius für Strafrecht und Strafprozessrecht an die Universität Zürich berufen. Zu seinen Doktoranden zählen Rudolf Gottfried Bindschedler, Johannes von Muralt, Carl Alfred Spahn, Carl Doka, Robert Schmid, Oscar Adolf Germann und Hans Fritzsche.
Als Mitglied der Demokratischen Partei – dem linken Flügel zuzurechnen – war er von 1883 bis 1912 sowie 1922/23 Zürcher Kantonsrat, dessen Präsidium er 1889/90 angehörte. Darüber hinaus war er von 1899 bis 1919 Nationalrat. Im Jahr 1923 bekam er die medizinische Ehrendoktorwürde der Universität Zürich verliehen.
Zürcher war seit 1876 mit Bertha Maria Louisa Mordass († 1922) verheiratet und evangelisch-reformierter Konfession. In der Armee stand er im Rang eines Oberstleutnants der Infanterie. Sein Sohn, der Jurist und Politiker Emil Zürcher (1877–1937), war ein Freund Albert Einsteins und heiratete 1909 die Schriftstellerin Johanna Zürcher-Siebel. Seine Tochter Dorothea (* 1882) heiratete 1906 den Philosophiehistoriker Ernst Hoffmann.

## Schriften (Auswahl)
- mit Paul Seippel, Fritz de Quervain und Leonhard Ragaz: Die geistige Unabhängigkeit der Schweiz. Zürich 1916 (nbn-resolving.org).
- Schweizerisches Strafgesetzbuch. Erläuterungen zum Vorentwurf vom April 1908. Drei Lieferungen. Stämpfli, Bern 1911–1914 (von Alfred Gautier ins Französische übertragen).
- Schweizerisches Anwaltsrecht. Schultheß, Zürich 1920, OCLC 51637075.
- mit Karl Hafner (Hrsg.): Schweizerische Gefängniskunde. Stämpfli, Bern 1925.